# Lacus Somniorum
El Lacus Somniorum es una planicie que se encuentra ubicada en la sección noreste del lado visible de la Luna. Se encuentra en las coordenadas selenitas 38.0° N, 29.2° E, y tiene un diámetro de 384 kilómetros. (Es el más grande de los accidentes geográficos denominados Lacus). El nombre en latín es "Lago de los Sueños", un nombre que le dio Riccioli.
Posee una forma irregular con bordes complejos, no muy definidos. La superficie tiene el mismo albedo reducido que poseen los grandes mares lunares, y su superficie se formó mediante flujos de lava basáltica.
Por el suroeste esta planicie se conecta con el Mare Serenitatis a través de una amplia abertura al noroeste del cráter Posidonius. Este cráter forma el extremo oeste del borde sur, que se extiende hacia el este hasta la longitud 41° antes de quebrarse en dirección noroeste. A lo largo de su borde sur se encuentra pegado al cráter Hall (que se encuentra rellenado), y una rima de 150 km de largo denominada rima G. Bond a causa del pequeño cráter G. Bond al sur del cráter Hall.
El borde este es irregular y pasa cerca del pequeño cráter Maury antes de continuar hacia el norte hasta llegar a los restos del cráter Williams. Desde allí el borde continúa hacia el oeste. Una región estrecha separa al Lacus Somniorum del más pequeño Lacus Mortis hacia el norte. Esta franja de terreno agreste incluye los cráteres de impacto Mason y Plana que se encuentran rellenados de lava.
Finalmente el lago se curva hacia el sur, encontrándose con una zona de terreno agreste a lo largo del borde norte del Mare Serenitatis. En la mitad sur de esta zona del borde se encuentra un sistema de rimas denominadas rimae Daniell, denominado en referencia al cráter Daniell, una pequeña formación al norte de Posidonius que queda envuelta por el Lacus Somniorum. Al norte de Daniell, cerca del borde norte de este accidente, se encuentra el pequeño cráter Grove.